# Bollengo
Bollengo és un comune (municipi) de la ciutat metropolitana de Torí, a la regió italiana del Piemont, situat a uns 50 quilòmetres al nord-est de Torí. A 1 de gener de 2019 la seva població era de 2.167 habitants.
Bollengo limita amb els següents municipis: Torrazzo, Burolo, Ivrea, Palazzo Canavese, Magnano, Albiano d'Ivrea i Azeglio.